# کولاتاک
کولاتاک (به ارمنی: Քոլատակ) یک منطقهٔ مسکونی در جمهوری آرتساخ است که در استان مارتاکرت واقع شده‌است. کولاتاک ۲۷۳ نفر جمعیت دارد.